# William Gregory
Pour les articles homonymes, voir Gregory.
Sir William Gregory, né le 1er mars 1625 et mort à Londres le 28 mai 1696, est un homme politique et juge anglais.

## Biographie
Il est issu d'une famille de la petite gentry du comté du Herefordshire, jamais encore active en politique. Il entame des études de droit à Gray's Inn à Londres, mais sa relative pauvreté l'amène à travailler comme clerc pour le comité du comté, et ce n'est qu'en 1651 qu'il est appelé au barreau. Employé comme intendant des terres de la famille Devereux, il s'enrichit. En mars 1660 il devient juge de paix pour le Herefordshire, fonction qu'il conservera jusqu'à sa mort (avec une interruption de quelques mois durant la Glorieuse Révolution en 1688). En 1672 il devient conjointement recorder (juge) de Gloucester. Dans le même temps, sa carrière de barrister (avocat) s'avère fructueuse, et il achète d'importants domaines fonciers. En 1675 il entre en politique en se présentant sans succès aux élections législatives comme candidat d'opposition dans la circonscription de Weobley, village du Herefordshire. Il conteste les résultats, alléguant une falsification par le shérif. La fraude est reconnue par la justice, le résultat est annulé, et William Gregory est élu avec succès lors de l'élection partielle qui en résulte en mars 1678, devenant ainsi député à la Chambre des communes du Parlement d'Angleterre. Il siège comme membre du « parti du pays » (country party), association informelle de députés opposés au « parti de la Cour », celui du gouvernement de Thomas Osborne, comte de Danby et du roi Charles II.
Il est réélu pour le premier parlement de 1679. Le roi refuse de valider la volonté de la Chambre de conserver Edward Seymour pour président, et les députés à leur tour refusent d'élire pour président Thomas Meres, le candidat voulu par le roi. Les deux parties s'accordent finalement sur William Gregory comme candidat de compromis, et il devient ainsi président de la Chambre des communes, bien qu'il mette lui-même en avant son manque d'expérience parlementaire. Il n'est pas une forte personnalité, et s'appuie parfois sur des députés plus influents pour maintenir un débat ordonné et courtois à la Chambre. Il préside néanmoins à l'adoption de la loi d'Habeas Corpus, introduite par le député d'opposition Anthony Ashley-Cooper, 1er comte de Shaftesbury pour renforcer le droit existant à l’habeas corpus et prémunir les Anglais contre toute détention arbitraire par le gouvernement. Ce parlement est d'assez courte durée ; lorsque les députés tentent d'adopter une proposition de loi pour exclure le prince catholique Jacques de la succession au trône, Charles II le dissout et convoque de nouvelles élections. En juillet, le roi nomme William Gregory juge à la cour de l'Échiquier et le fait chevalier, ce qui met un terme à sa courte carrière parlementaire.
En 1686, il est l'un des juges limogés par le nouveau roi Jacques II pour avoir estimé illégale la décision du roi d'autoriser des catholiques à servir comme officiers dans les forces armées, en violation d'une loi de 1673 qui réserve ces fonctions aux protestants. À l'issue de la Glorieuse Révolution qui contraint Jacques II à l'exil, William Gregory est élu député de Hereford au « parlement de convention » de 1689. En mai, il est nommé juge à la Cour du banc du Roi, sous le règne des nouveaux monarques Marie II et Guillaume III. Il conserve cette fonction jusqu'à sa mort sept ans plus tard. Son unique fils étant mort avant lui, seule sa fille lui survit.